# Mattia Azzarelli
Mattia Azzarelli (Spello, 1811 – Roma, 1897) è stato un matematico italiano.

## Biografia
Prima di diventare professore di meccanica e idraulica a Roma nel 1855, fu seminarista e poi ufficiale dell'esercito pontificio. Fu licenziato nel 1871 perché non voleva prestare giuramento al nuovo Stato italiano, e continuò l'insegnamento nelle scuole cattoliche.
Principalmente si occupò di questioni geodetiche e scrisse una cinquantina di lavori di vario argomento matematico.
Nel 1895 fu nominato presidente dell'Accademia pontificia dei nuovi lincei, carica che manterrà fino alla morte.